# 電束
電束（でんそく、英語: electric flux）は、電気力線を表す量である。
電荷から出る電束の量は元の電荷に等しい。1 Cの電荷から出る電束の総和は1 Cである。
点電荷Qからr離れた点の電束密度は、球の表面積に反比例する。
{\displaystyle D={\frac {Q}{4\pi r^{2}}}}